# Lucie Mannheim

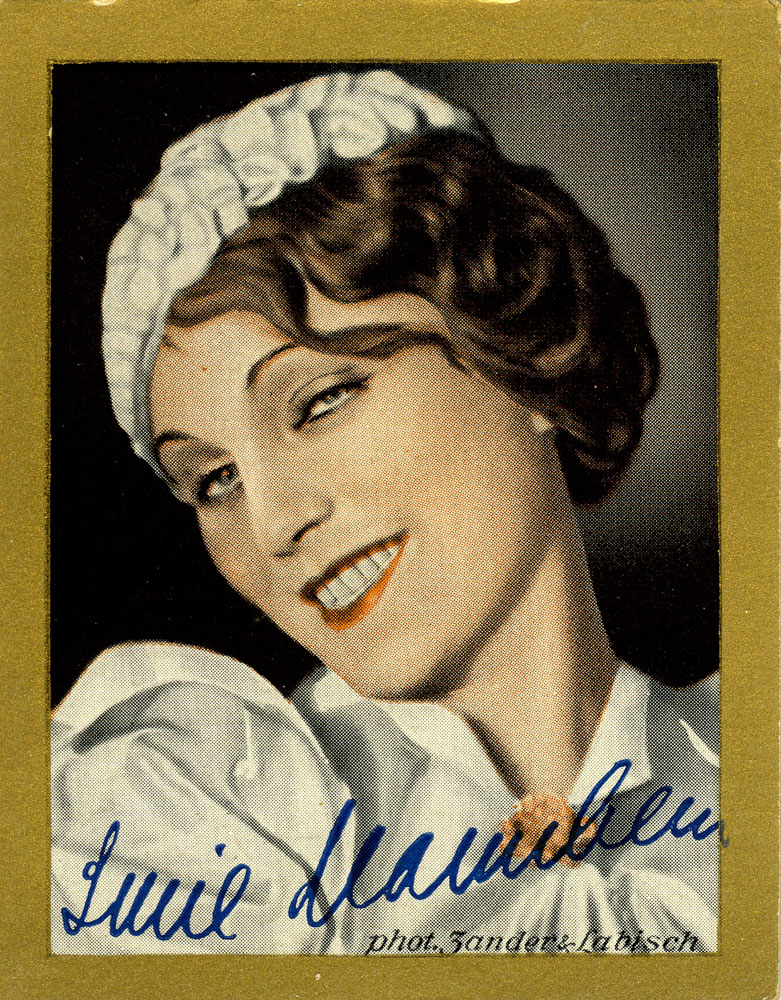
Bild Nr. 197 aus dem Sammelalbum Bühnenstars und ihre Autogramme der Marke Gold-Saba des Zigarettenherstellers Garbáty, ca.1933

Lucie Mannheim (* 30. April 1899 in Berlin; † 18. Juli 1976 in Braunlage) war eine deutsche Bühnen- und Filmschauspielerin.

## Leben
Lucie Mannheim wurde in Berliner Stadtteil Friedrichshain geboren. Ihre Eltern waren der Kaufmann Louis Mannheim (* 1856/57 Rummelsburg in Pommern;  † 1921 Berlin) und Gertrud Mannheim, geb. Zander (* 1862 Belgard; † 1919 Berlin).
Sie gab 1916 ihr Debüt am Königsberger Schauspielhaus und spielte von 1918 bis 1922 an der Volksbühne Berlin. Danach arbeitete sie bis 1933 am Preußischen Staatstheater, wo sie in zahlreichen Inszenierungen ihres Lebensgefährten, des Regisseurs Jürgen Fehling, auftrat. Sie spielte u. a. die Hannele in Gerhart Hauptmanns Hanneles Himmelfahrt, das Käthchen in Kleists Das Käthchen von Heilbronn und die Julia in Romeo und Julia (Shakespeare). Sie trat unter Fehlings Regie auch in Alt-Berliner Gesangspossen wie Das Fest der Handwerker auf.
Seit 1918 trat Lucie Mannheim im Stummfilm auf. Ihren ersten Einsatz hatte sie in Zwischen zwei Welten (Regie: Adolf Gärtner). Sie spielte im Film zunächst bäuerliche Mädchenrollen. 1923 hatte sie die weibliche Hauptrolle, die junge Hirtin, in Fritz Wendhausens Filmballade Der steinerne Reiter. Im selben Jahr war sie außerdem zu sehen in G. W. Pabsts erstem Film Der Schatz als Tochter des Glockengießers sowie in F. W. Murnaus verschollenem Bauerndrama Die Austreibung. Der Tonfilm Madame wünscht keine Kinder (1933) war ihr letzter Film in Deutschland bis nach dem Zweiten Weltkrieg.
Lucie Mannheim war jüdischer Herkunft und begab sich deshalb 1933 nach Großbritannien ins Exil. Sie spielte in London Theater und arbeitete beim deutschen Programm der BBC mit. Zunächst hatte sie einen Auftritt in Alfred Hitchcocks Streifen Die 39 Stufen von 1935. Während des Krieges sprach sie oft im Rundfunk und appellierte an die Soldaten, den Krieg aufzugeben. Sie sang eine als „Anti-Hitler-Version“ bekannte Persiflage auf Lale Andersens Lili Marleen. Auch einen Propagandafilm The True Story of Lilli Marlene drehte sie im englischen Exil. Nach 1949 gab sie Gastspiele in Deutschland. 1953 kehrte sie nach Deutschland zurück und nahm ihre schauspielerische Arbeit wieder auf. Hier sind die 1958 gedrehten Streifen Gestehen Sie, Dr. Corda! und Der eiserne Gustav sowie Der letzte Zeuge an der Seite von Martin Held und Hanns Lothar zu erwähnen.
Ab 1964 war sie lediglich noch in einigen Fernsehspielen zu sehen. Darunter waren die Fernsehproduktionen Gerechtigkeit in Worowogorsk (1964), Der Trojanische Krieg findet nicht statt (1964) und General Frédéric (1964). Ihre letzte Rolle hatte sie in dem Fernsehspiel Cher Antoine oder Die verfehlte Liebe (1970). Lucie Mannheim erhielt 1967 das Filmband in Gold für langjähriges und hervorragendes Wirken im deutschen Film. Seit 1941 war sie mit dem englischen Schauspieler Marius Goring verheiratet; sie war seitdem englische Staatsbürgerin.

### Text der Lili-Marleen-Persiflage
Diese Lilli-Marleen-Version eines unbekannten Texters stellte eine der propagandistischen Fassungen für die heimlichen BBC-Hörer in Deutschland dar und wurde meist mit anschließenden Aufforderungen zur Aufgabe während des Krieges gesendet.
| Ich muss heut' an Dich schreiben, mir ist das Herz so schwer. Ich muss zuhause bleiben, und lieb' Dich doch so sehr. Du sagst, Du tust nur Deine Pflicht, doch trösten kann mich das ja nicht. Ich wart' an der Laterne. Deine Lili Marleen Was ich still hier leide, weiß nur der Mond und ich. Einst schien er auf uns beide, nun scheint er nur auf mich. Mein Herz tut mir so bitter weh, wenn ich an der Laterne steh' Mit meinem eig’nen Schatten. Deine Lili Marleen | Vielleicht fällst Du in Russland, vielleicht in Afrika. Doch irgendwo, da fällst Du, so will’s Dein Führer ja! Und wenn wir doch uns wiederseh’n, oh möge die Laterne steh’n In einem andern Deutschland. Deine Lili Marleen Der Führer ist ein Schinder, das seh’n wir hier genau, Zu Waisen macht er Kinder, zur Witwe jede Frau. Und wer an allem schuld ist, den – will ich an der Laterne seh’n. Hängt ihn an die Laterne! Deine Lili Marleen |

## Filmografie (Auswahl)
- 1918: Zwischen zwei Welten
- 1920: Jungmädchenstreiche
- 1923: Der Puppenmacher von Kiang-Ning
- 1923: Der Schatz
- 1923: Die Austreibung
- 1923: Der steinerne Reiter
- 1923: Die Prinzessin Suwarin
- 1929: Atlantik
- 1931: Danton
- 1931: Der Ball
- 1933: Madame wünscht keine Kinder
- 1935: Die 39 Stufen (The 39 Steps)
- 1936: The High Command
- 1936: East Meets West
- 1943: The True Story of Lilli Marlene
- 1943: Yellow Canary
- 1944: Hotel Reserve
- 1951: Wenn das Herz spricht (So Little Time)
- 1952: Nachts auf den Straßen
- 1952: Der Mann, der sich selbst nicht kannte (The Man Who Watched the Trains Go By)
- 1953: Ich und Du
- 1954: Die Stadt ist voller Geheimnisse
- 1955: Du darfst nicht länger schweigen
- 1957: Frauenarzt Dr. Bertram
- 1958: Gestehen Sie, Dr. Corda!
- 1958: Ihr 106. Geburtstag
- 1958: Der eiserne Gustav
- 1959: Arzt aus Leidenschaft
- 1960: Der letzte Zeuge
- 1960: Gehetzt und gejagt (Beyond the Curtain)
- 1965: Bunny Lake ist verschwunden (Bunny Lake is missing)